# Callistethus rugilaterus
Callistethus rugilaterus är en skalbaggsart som beskrevs av Gilbert John Arrow 1911. Callistethus rugilaterus ingår i släktet Callistethus och familjen Rutelidae. Inga underarter finns listade.